# Медаль «За трудову доблесть» (Молдова)
Медаль «За відвагу» є другою за значимістю державною медаллю в Республіці Молдова. В ієрархії пріоритету знаходиться відразу після медалі «Бойові заслуги» і перед медаллю «Громадянські заслуги».
Медаль «За відвагу» нагороджується за мужність і мужність, виявлені під час рятування людських життів, охорони громадського порядку, боротьби зі злочинністю, ліквідації наслідків стихійного лиха та за інших виняткових обставин.

## Опис

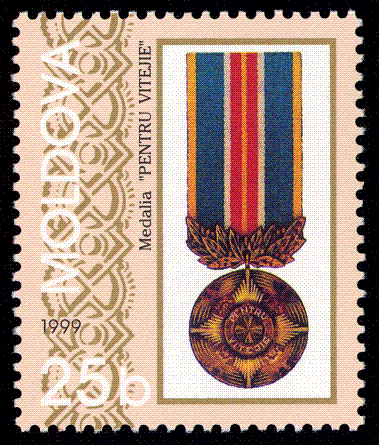
Зображення медалі «За відвагу» на марці Молдови 1999 року

Медаль «За трудову доблесть» виготовлена з латуні у формі кола діаметром 30 мм. На аверсі рельєфне зображення зірки, що складається з чотирьох великих пучків і чотирьох малих пучків розбіжних променів, у які вкраплюються чотири зображення орла з розпростертими крилами. У центрі на рельєфному колі надруковано рельєфний напис «Pentru Vitejie» (За доблесть). Ліворуч і праворуч від неї — деталі орнаменту.
Медаль скріплюється кільцем, обтягнутим муаровою стрічкою шириною 25 мм із симетричними смугами жовтого, синього, білого, червоного кольорів та жовтою смугою посередині. У нижній частині заколки рельєфне зображення двох симетричних лаврових гілок.